# Józef Kuberski
Józef Kuberski (ur. 26 sierpnia 1893 w Chełmnie, zm. wiosną 1940 w Charkowie) – podpułkownik artylerii Wojska Polskiego, działacz niepodległościowy, ofiara zbrodni katyńskiej.

## Życiorys
Urodził się 26 sierpnia 1893 w Chełmnie, w rodzinie Jana i Julianny z Barnickich. Po wybuchu I wojny światowej od 1914 służył w Armii Cesarstwa Niemieckiego na froncie wschodnim.
Po odzyskaniu przez Polskę niepodległości wstąpił do Wojska Polskiego i służył w 10 dywizjonie artylerii polowej. Uczestniczył w wojnie polsko-bolszewickiej 1920, brał udział w walkach pod Kijowem, Mińskiem, Warszawą. Następnie był oficerem w 20 dywizjonie artylerii ciężkiej, 29 dywizjonie artylerii ciężkiej, 3 pułku artylerii ciężkiej.
Od 1922 pełnił służbę w 15 pułku artylerii lekkiej w Bydgoszczy. 3 maja 1922 został zweryfikowany w stopniu kapitana ze starszeństwem od 1 czerwca 1919 i 304. lokatą w korpusie oficerów artylerii. 12 kwietnia 1927 prezydent RP nadał mu stopień majora z dniem 1 stycznia 1927 i 45. lokatą w korpusie oficerów artylerii. W czerwcu tego roku został wyznaczony w macierzystym pułku na stanowisko dowódcy III dywizjonu. W październiku 1927 został przesunięty ze stanowiska dowódcy dywizjonu na stanowisko kwatermistrza pułku, a w marcu 1930 ponownie przesunięty na stanowisko dowódcy dywizjonu. W sierpniu 1935 został przeniesiony do Komendy Obozu Ćwiczeń Grupa na stanowisko komendanta. Na podpułkownika został awansowany ze starszeństwem z 19 marca 1938 i 4. lokatą w korpusie oficerów artylerii. W 1938 został przeniesiony do 12 pułku artylerii lekkiej w Złoczowie na stanowisko I zastępcy dowódcy pułku. W 1939 został dowódcą tej jednostki.
W czasie kampanii wrześniowej 1939 – po agresji ZSRR na Polskę – w nieznanych okolicznościach wzięty do niewoli sowieckiej i przewieziony do obozu w Starobielsku. Wiosną 1940 został zamordowany przez funkcjonariuszy NKWD w Charkowie i pogrzebany potajemnie w bezimiennej mogile zbiorowej w Piatichatkach, gdzie od 17 czerwca 2000 mieści się oficjalnie Cmentarz Ofiar Totalitaryzmu w Charkowie. Figuruje na Liście Starobielskiej NKWD, pod poz. 1520.

## Upamiętnienie
5 października 2007 minister obrony narodowej Aleksander Szczygło mianował go pośmiertnie na stopień pułkownika. Awans został ogłoszony 9 listopada 2007 w Warszawie, w trakcie uroczystości „Katyń Pamiętamy – Uczcijmy Pamięć Bohaterów”.
W maju 2009 w ramach akcji „Katyń... pamiętamy” / „Katyń... Ocalić od zapomnienia”, przy Gimnazjum w Posądzy został zasadzony Dąb Pamięci honorujący Józefa Kuberskiego.

## Ordery i odznaczenia
- Krzyż Walecznych[13]
- Złoty Krzyż Zasługi – 10 listopada 1928[22]
- Medal Niepodległości – 9 listopada 1932 „za pracę w dziele odzyskania niepodległości”[23]
- Medal Pamiątkowy za Wojnę 1918–1921[1]
- Medal Dziesięciolecia Odzyskanej Niepodległości[1]